# Drepanolejeunea thwaitesiana
Drepanolejeunea thwaitesiana là một loài Rêu trong họ Lejeuneaceae. Loài này được (Mitt.) Stephani mô tả khoa học đầu tiên năm 1913.